# Mikel Goti
Mikel Goti López (Górliz, Vizcaya, 23 de mayo de 2002) más conocido como Mikel Goti, es un futbolista español que juega como mediapunta en la Real Sociedad de la Primera División de España.

## Trayectoria
Comenzó su formación como futbolista en el equipo alevín del Athletic Club en 2012. Fue progresando por todas sus categorías inferiores hasta debutar con el Bilbao Athletic, en Segunda B, 16 de enero de 2021.Tras ser el máximo goleador del CD Basconia (seis tantos) en la campaña 2020-21, promocionó definitivamente al Bilbao Athletic en Primera Federación para la temporada 2021-22.En su primera campaña completa en el filial actuó principalmente como revulsivo, pero Marcelino le subió varias veces a entrenar con el primer equipo.Se consolidó como titular en la temporada 2022-23 en la que fue máximo goleador con cinco tantos, pero no pudo impedir el descenso a Segunda Federación.Al término de la campaña, tomó la decisión de abandonar el club rojiblanco porque Ernesto Valverde no contaba con él.
El 19 de junio de 2023 se anunció su fichaje por la Real Sociedad "B", que le ofreció la posibilidad de hacer la pretemporada con el primer equipo.El 20 de julio sufrió una lesión muscular que le impidió realizar la pretemporada a las órdenes de Imanol Alguacil,aunque destacó a lo largo de la temporada en el filial anotando tres tantos y repartiendo ocho asistencias.El 21 de noviembre de 2024 debutó con la Real Sociedad, en Copa del Rey, en un triunfo frente Jove Español (0-5) en el que convirtió un gol.Durante su segunda temporada en el filial donostiarra se consolidó como su principal goleador, destacando sus dobletes frente a Real Unión y Cultural Leonesa.

## Clubes
| Club            | País   | Año       |
| --------------- | ------ | --------- |
| CD Basconia     | España | 2020-2021 |
| Bilbao Athletic | España | 2021-2023 |
| Real Sociedad B | España | 2023-2025 |
| Real Sociedad   | España | 2025-Act. |

## Vida personal
Su hermano Asier (1992) también fue un futbolista formado en las categorías inferiores del Athletic Club.